# Fiskargatan

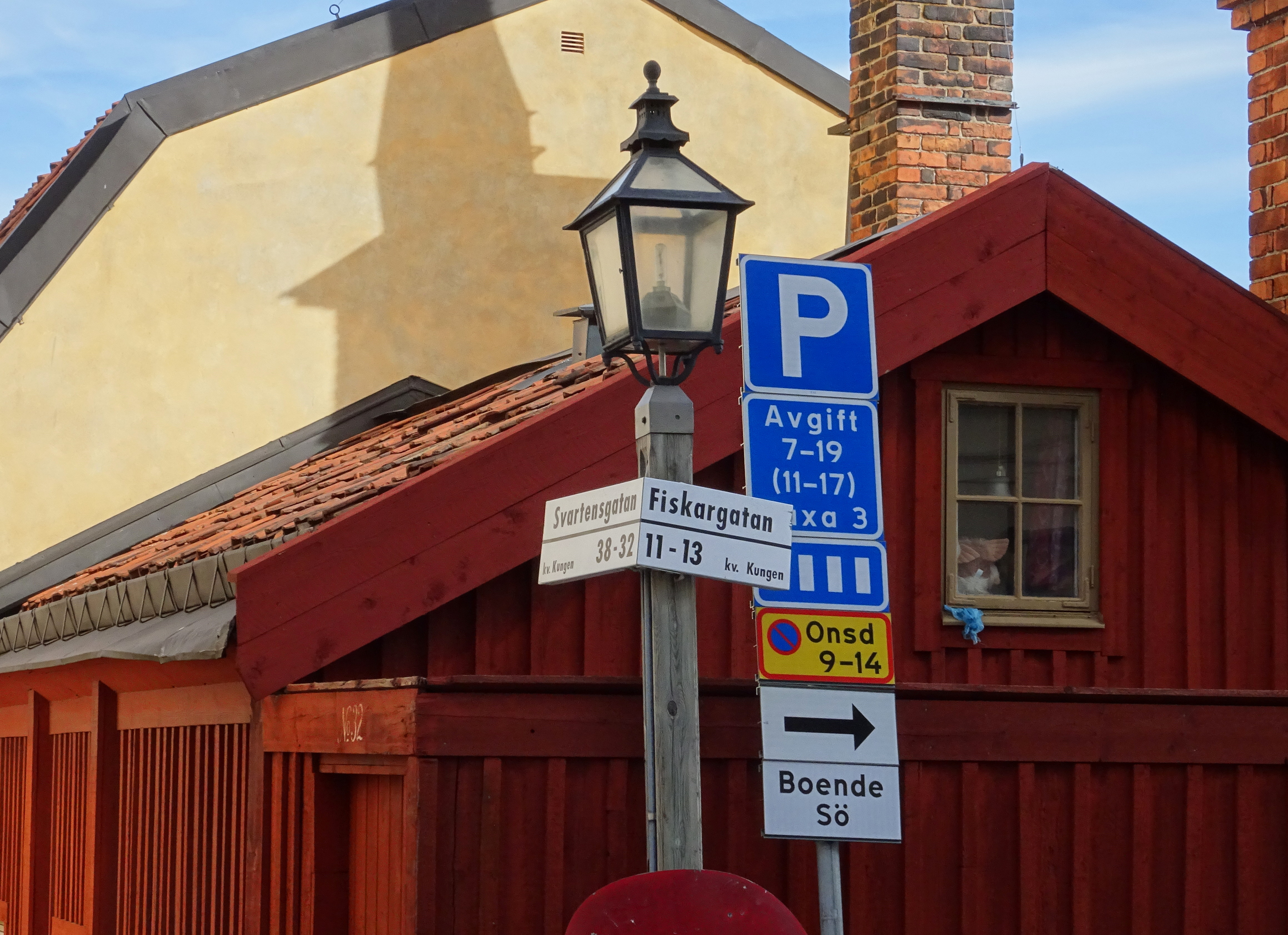
Svartensgatan / Fiskargatan och kvarteret Kungen, mars 2019.

Fiskargatan är en gata på Södermalm i Stockholm. Gatan fick sitt nuvarande namn år 1900. Fiskargatan är den högst belägna i hela Katarina församling och ligger 47,5 meter över havet.

## Historik

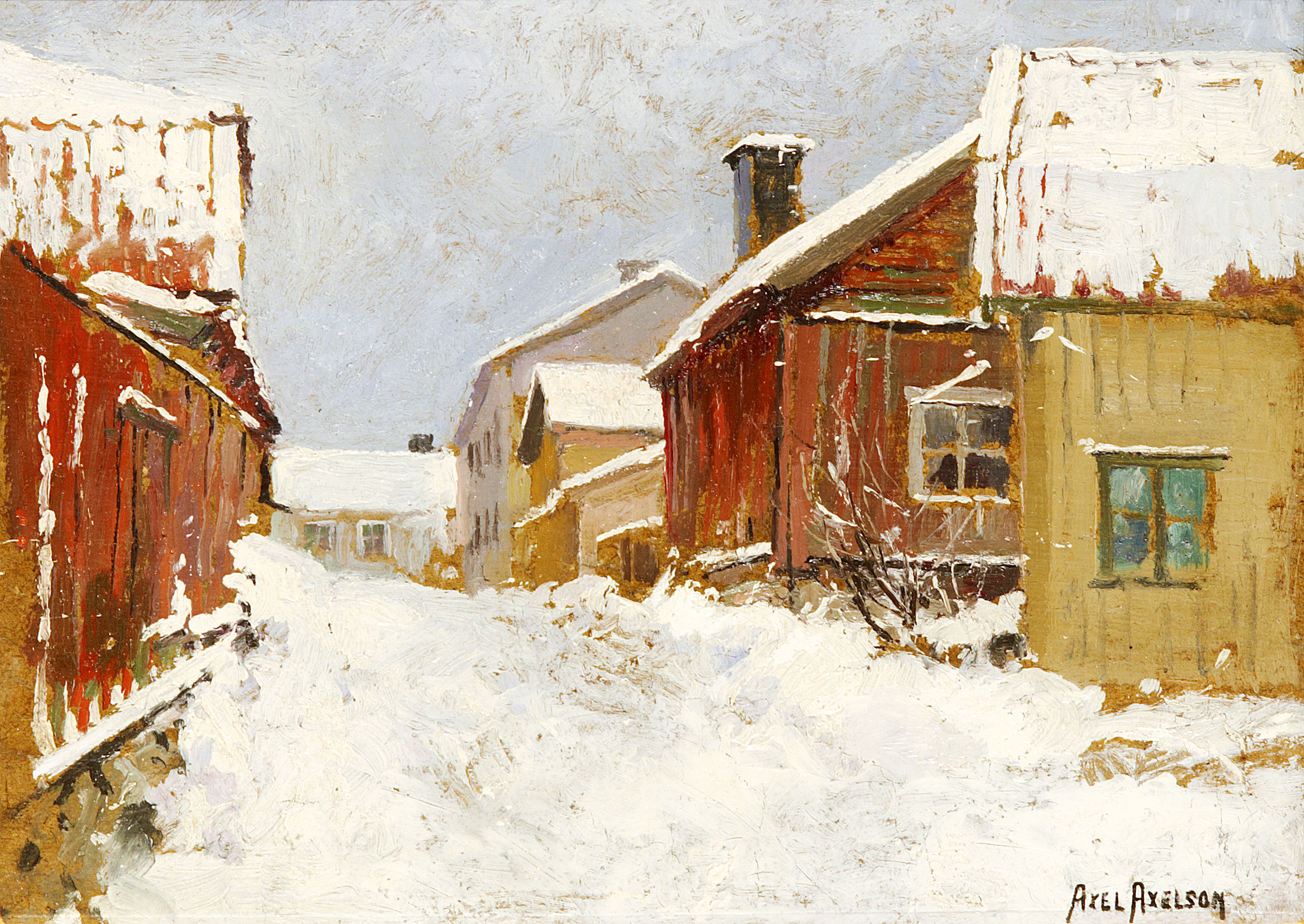
Stora Fiskaregränden 1880-tal.

Fiskargatan sträcker sig från Mosebacke torg österut förbi kvarteret Fiskaren mindre där den gör en 90 graders sväng mot söder för att sluta vid Roddargatan. Vid Mosebacke torg finns trappor. Namnet är belagt från och med 1640 där det talas om det Wäderqwarne stellet […] wppå Fiskareberget, der Fiskaregathon… Med ”Wäderqwarnestället” avsågs Hökens kvarnar. Troligen var det dagens Svartensgatan som på 1640-talet kallades Fiskargatan.
Anledning till namnet Fiskargatan har varit att fiskare haft sina gårdar här. I en mantalslängd från 1613 finns elva fiskare upptagna under rubriken ”Fiskiare ämbetet”. Troligen bodde de i anslutning till Fiskarberget (dagens Mosebacke torg). Fiskarnas bosättning på och vid Fiskarberget är väl styrkt från och med 1640-talet och gett upphov till kvartersnamn som Fiskaren Större och Mindre samt gatunamnen Lilla Fiskaregränden (dagens Roddargatan) och Stora Fiskaregränden (dagens Fiskargatan).

## Konstnärlig utsmyckning
På gaveln Fiskargatan 8 finns en monumental muralmålning som utfördes på sommaren 2017 av tvillingbröderna Otávio och Gustavo Pandolfo, ”Os Gêmeos”, från Brasilien. Verket visar en sittande flicka och är full av kluriga detaljer. Målningen är bygglovspliktig och enligt beslutet från juni 2017 får den vara kvar i högst fem år. Efter den tiden återställs väggen genom att målas över i en neutral ton.

## Byggnader och områden (urval)
- Mosebacke vattentorn, i hörnet Mosebacke torg 7 / Fiskargatan 2.
- Bångska huset, Fiskargatan 6.
- Fiskaren mindre 14, Fiskargatan 8.
- Höga stigen större 17 (även kallat ”Skandalhuset”), Fiskargatan 9.
- Kvarteret Kungen, Fiskargatan 11–13.

## Bilder

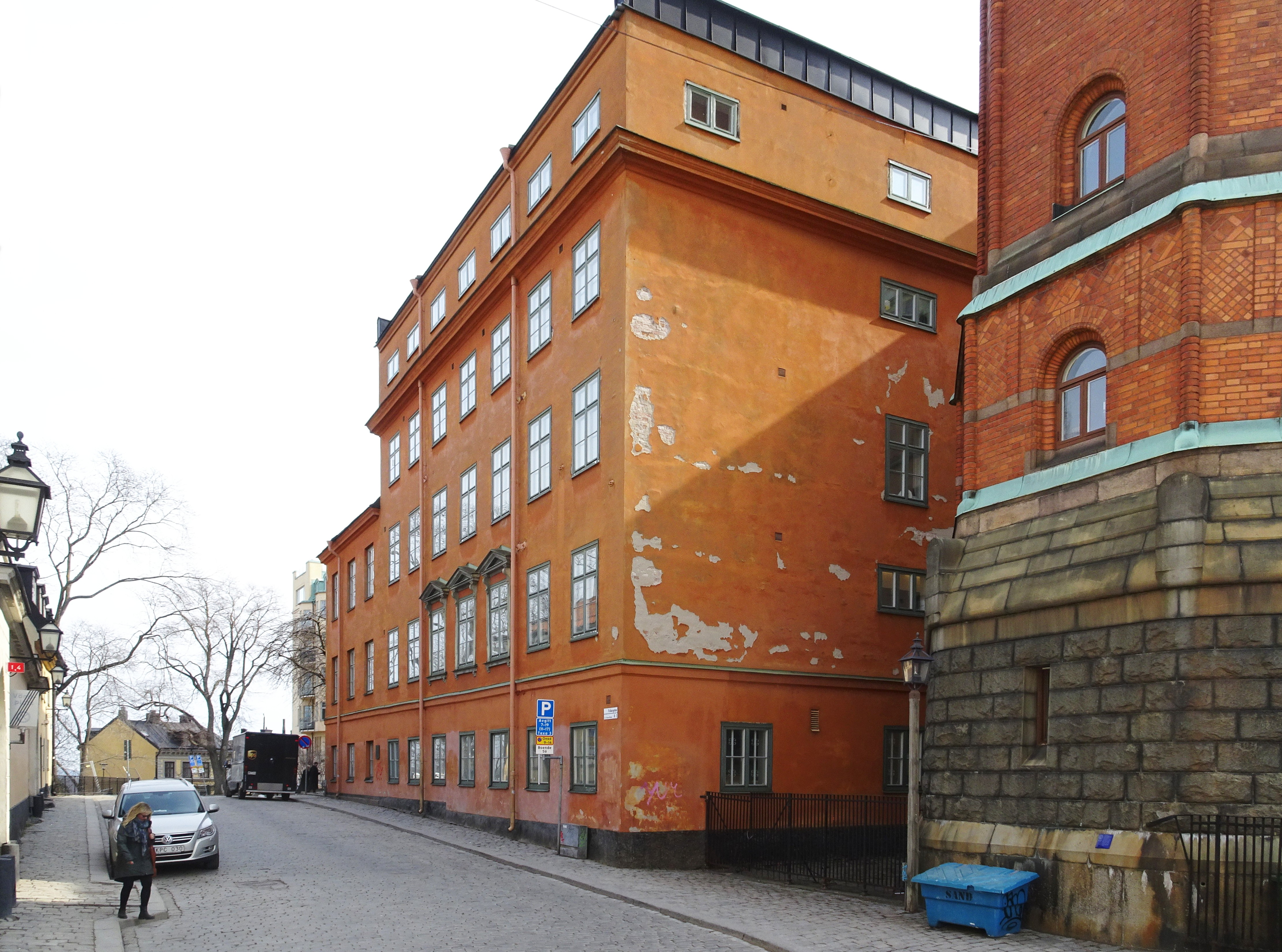
Bångska huset, Fiskargatan 6, till höger skymtar Mosebacke vattentorn.
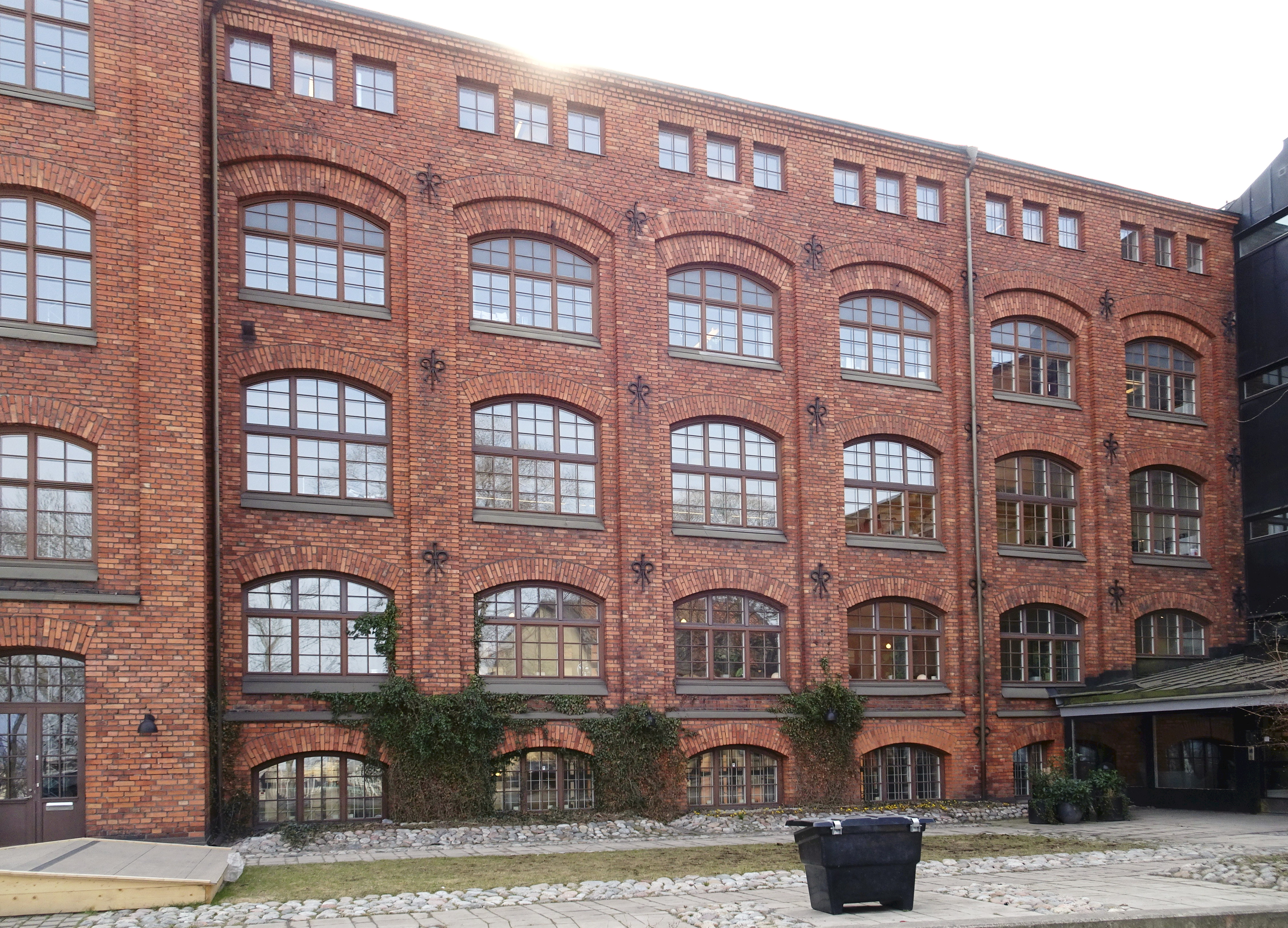
Industrifastigheten Fiskaren mindre 14.
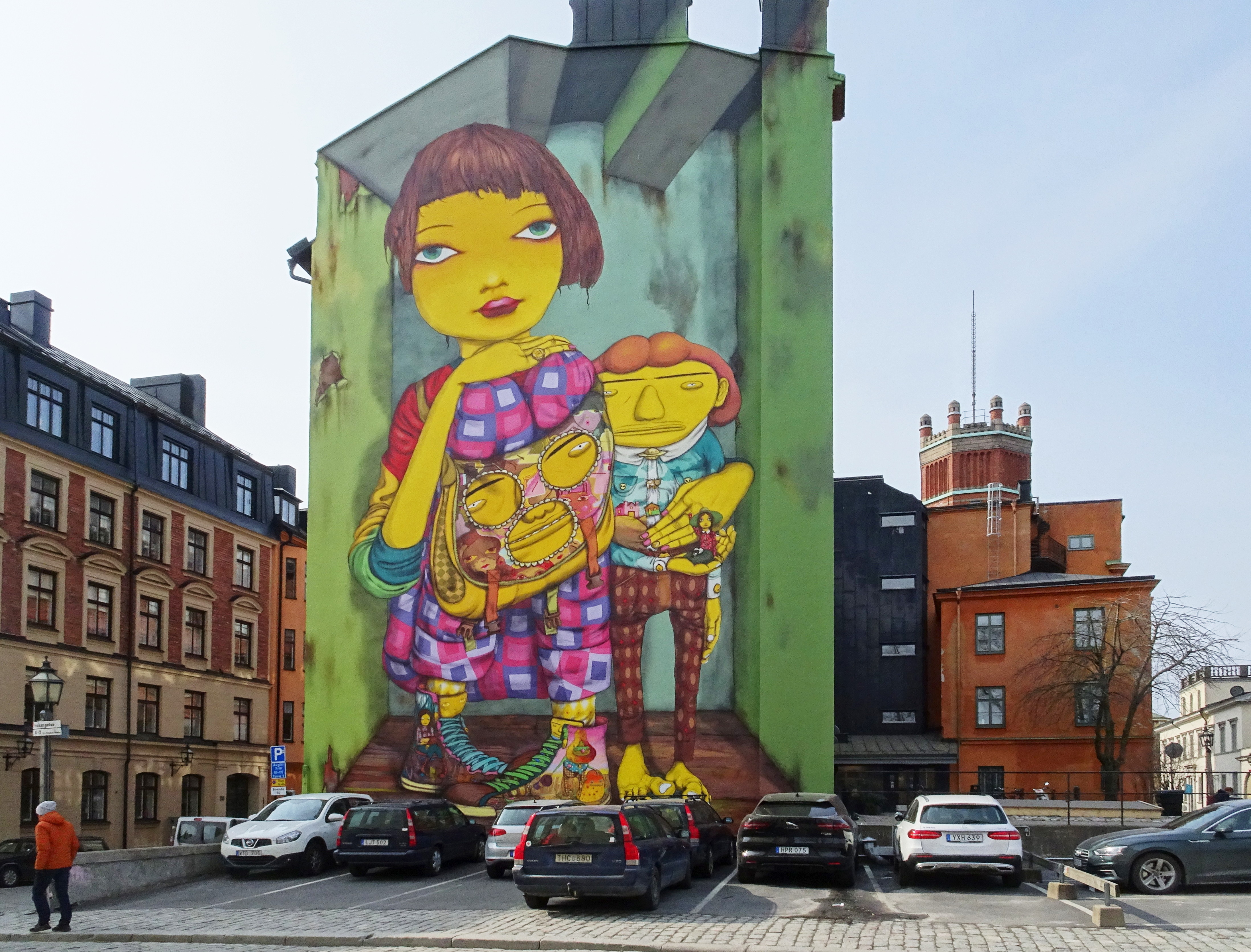
Os Gêmeos muralmålning på gaveln Fiskargatan 8.
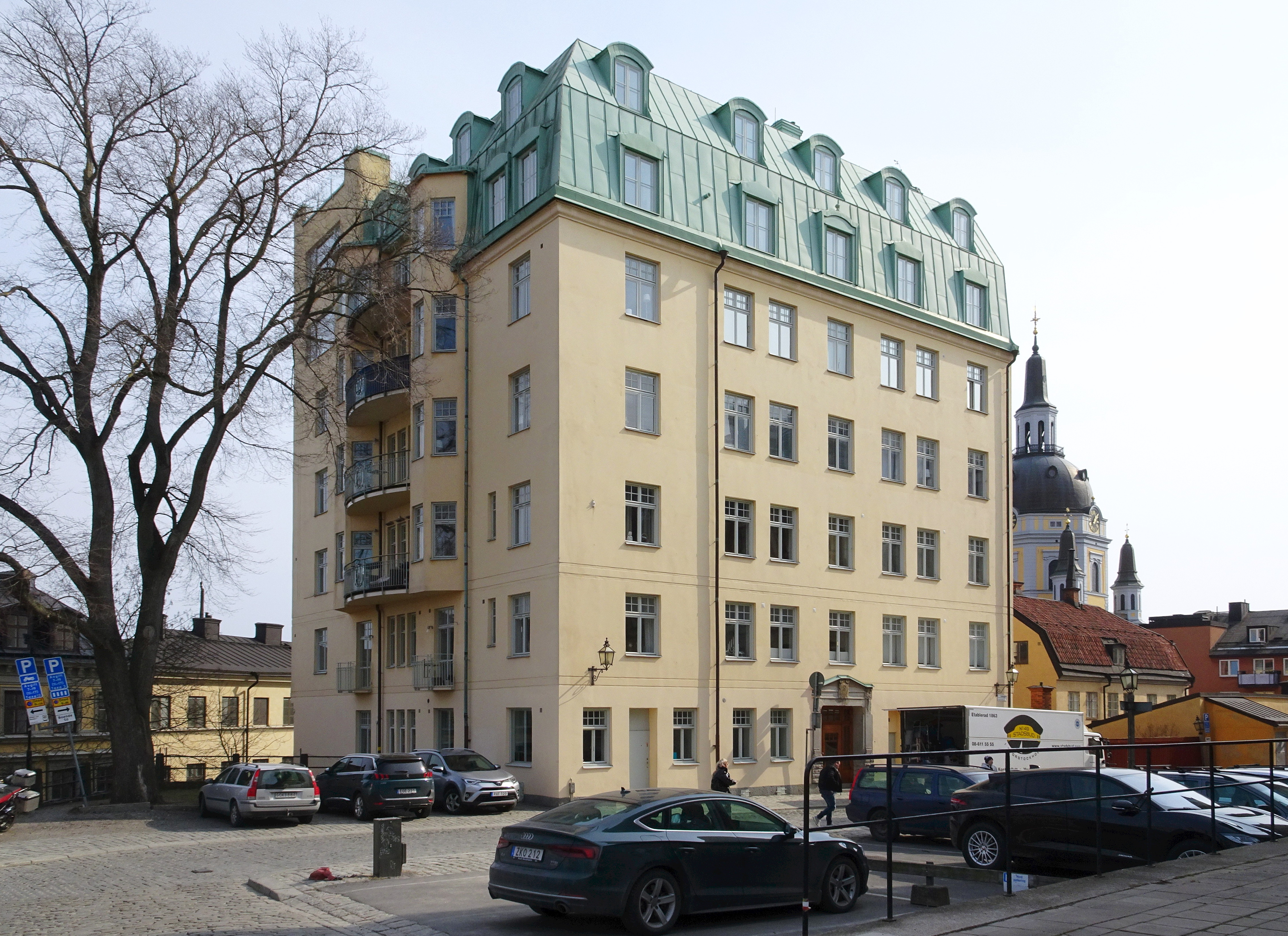
”Skandalhuset”, Fiskargatan 9.
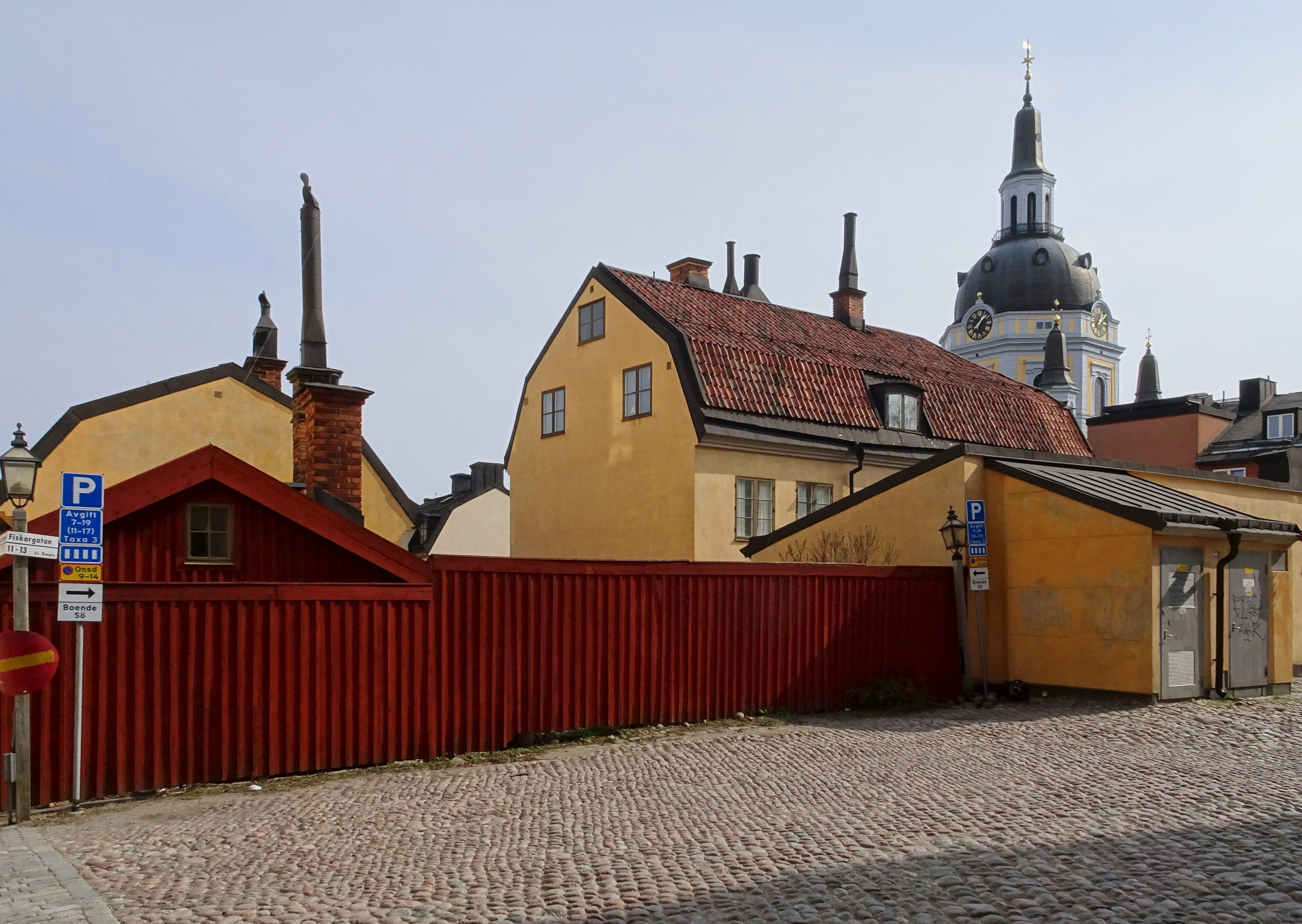
Kvarteret Kungen, Fiskargatan 11–13.
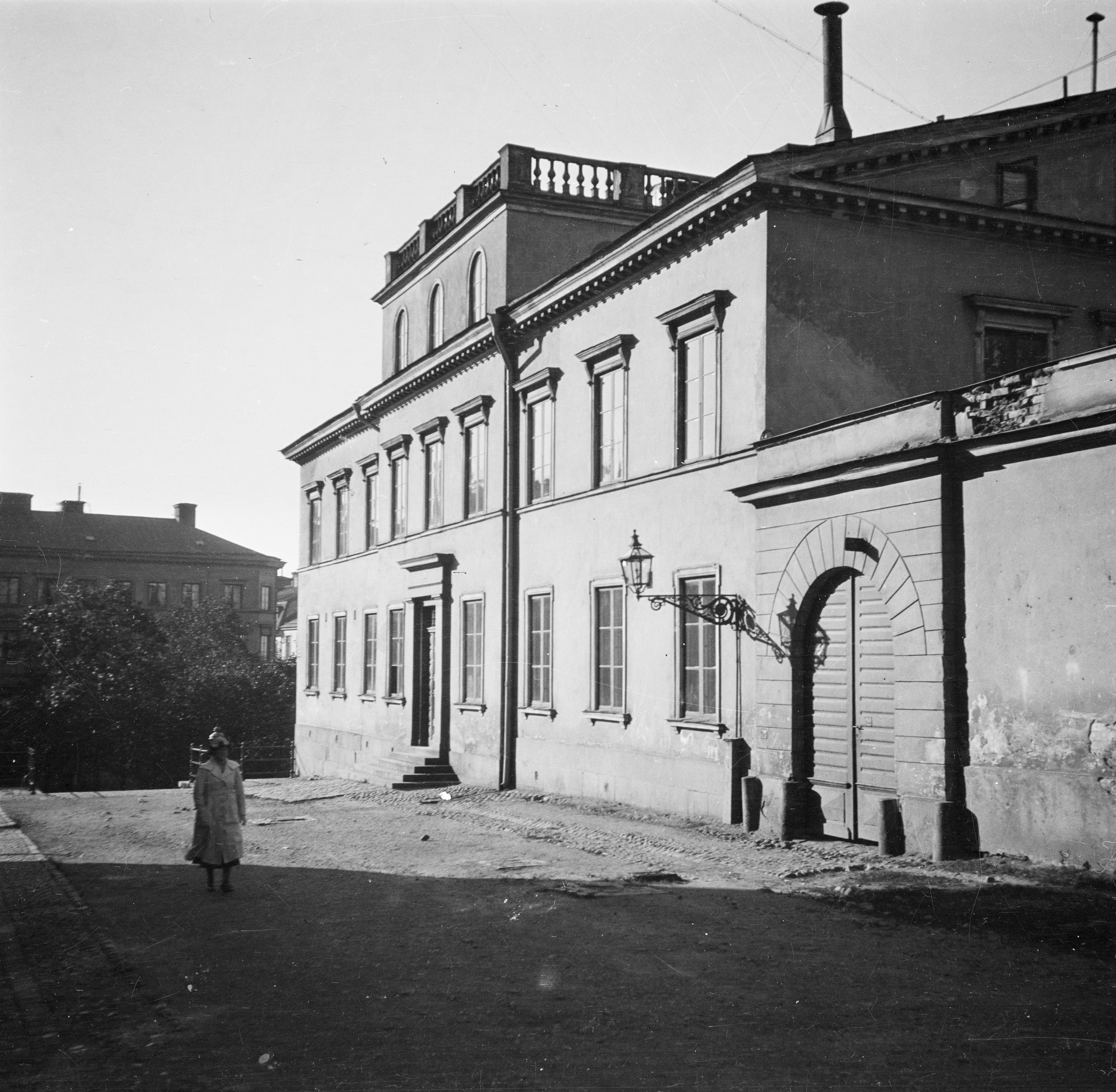
Fiskargatan 1A, tidigt 1900-tal.